# Svetlana Shkólina

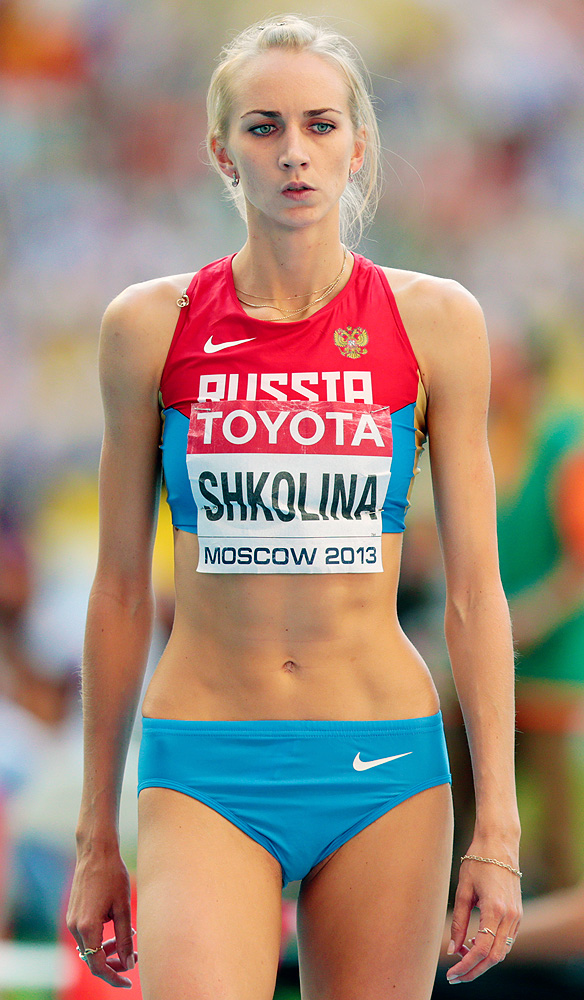
Svetlana Shkolina.

Svetlana Vladímirovna Shkólina (en ruso: Светлана Владимировна Школина; Yártsevo, Smolensk Rusia; 9 de marzo de 1986) es una atleta rusa, especializada en salto de altura. 

## Trayectoria
Siendo aún adolescente obtuvo los primeros éxitos de su carrera, como sendas medallas de plata en el Campeonato Mundial Juvenil de 2003 y el Campeonato Mundial Júnior de 2004, así como el oro en Campeonato Europeo Júnior de 2005. En 2007 obtuvo un nuevo metal dorado en el Campeonato de Europa sub-23.
En su participación en el Hochsprung mit Musik de Arnstadt de 2010 logró por primera vez alcanzar la barrera de los 2,00 metros, en el que hasta la fecha es su mejor marca en pista cubierta. 
En febrero de 2019, el Tribunal de Arbitraje Deportivo le impuso una sanción de cuatro años por dopaje, a partir del 1 de febrero de 2019. Esta sanción acarrea la retirada de las medallas conseguidas en los Juegos Olímpicos de Londres 2012 y en el Campeonato Mundial de Moscú de 2013.

## Historial internacional
| Año  | Evento                                 | Lugar      | Puesto | Marca  |
| ---- | -------------------------------------- | ---------- | ------ | ------ |
| 2003 | Campeonato Mundial Juvenil             | Sherbrooke | 2.ª    | 1,86 m |
| 2004 | Campeonato Mundial Júnior              | Grosseto   | 2.ª    | 1,91 m |
| 2005 | Campeonato Europeo Júnior              | Kaunas     | 1.ª    | 1,91 m |
| 2007 | Campeonato Europeo de Atletismo Sub-23 | Debrecen   | 1.ª    | 1,92 m |
| 2008 | Juegos Olímpicos                       | Pekín      | 14.ª   | 1,93 m |
| 2009 | Campeonato Europeo en Pista Cubierta   | Turín      | 4.ª    | 1,96 m |
| 2009 | Campeonato Europeo por Naciones        | Leiría     | 4.ª    | 1,98 m |
| 2009 | Campeonato Mundial                     | Berlín     | 6.ª    | 1,96 m |
| 2009 | Final Mundial de la IAAF               | Salónica   | 6.ª    | 1,94 m |
| 2010 | Campeonato Mundial en Pista Cubierta   | Doha       | 4.ª    | 1,96 m |
| 2010 | Campeonato Europeo por Naciones        | Bergen     | 2.ª    | 1,98 m |
| 2010 | Campeonato Europeo de Atletismo        | Barcelona  | 4.ª    | 1,97 m |

## Mejores marcas
| Prueba                           | Fecha      | Lugar    | Marca  | Marca |
| -------------------------------- | ---------- | -------- | ------ | ----- |
| Salto de altura (pista cubierta) | 06/02/2010 | Arnstadt | 2,00 m |       |